# Cranberry Lake, New York
Cranberry Lake är en ort i St. Lawrence County i delstaten New York, USA.